# Apriltsi (obchtina)
Apriltsi (bulgare : Априлци) est une obchtina de l'oblast de Lovetch en Bulgarie.